# Aloe wrefordii
Aloe wrefordii é uma espécie de liliopsida do gênero Aloe, pertencente à família Asphodelaceae.